# Diplomate
Pour les articles homonymes, voir Diplomate (homonymie).

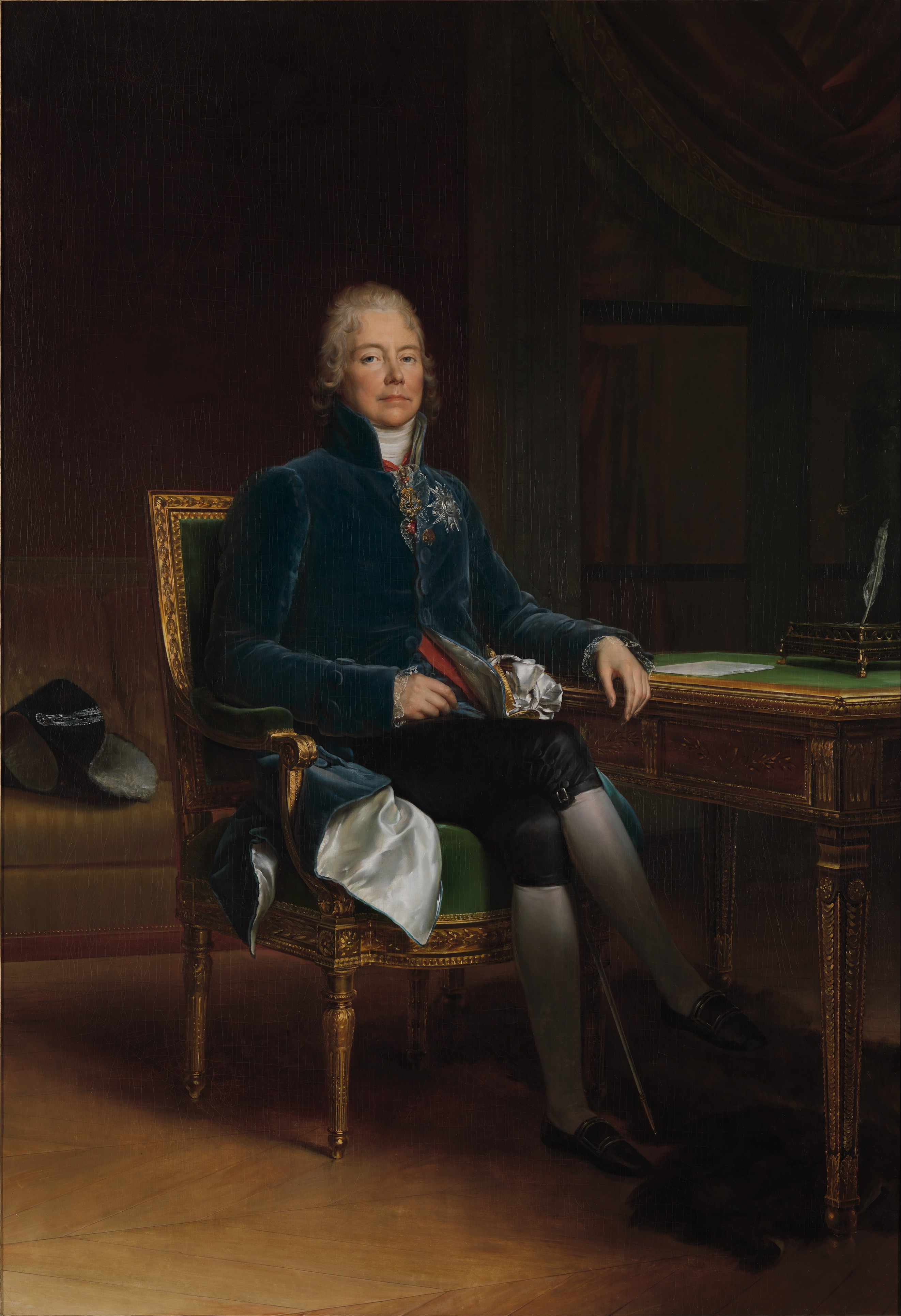
Le diplomate français Charles-Maurice de Talleyrand-Périgord.

Un diplomate est une personne désignée par un État pour mener des activités diplomatiques avec un ou plusieurs autres États ou des organisations internationales.
Les diplomates sont la forme la plus ancienne de toutes les institutions de politique étrangère de l'État, précédant de plusieurs siècles les ministres des Affaires étrangères et les cabinets ministériels. Ils jouissent généralement de l'immunité diplomatique qui peut toutefois être levée.
Les principales fonctions des diplomates sont : la représentation et la protection des intérêts et des ressortissants de l'État d'envoi, l'initiation et la facilitation d'accords stratégiques, les négociations liées aux traités et conventions, l'obtention d'informations et la facilitation des échanges commerciaux et technologiques.
On distingue en général le diplomatie bilatérale, qui concerne les relations d’État à État, de la diplomatie multilatérale animée par des représentations permanentes, qui gèrent les négociations au sein des organisations internationales (Nations unies, Union européenne, BIT, etc.), et enfin le domaine consulaire qui concerne la gestion de l’état civil et la protection des ressortissants vivant à l’étranger ainsi qu’à l’attribution de visas pour les étrangers.
L'organisation du métier de diplomate est très variable selon les pays, avec notamment des pays dans lesquels les plus hautes fonctions sont largement ouvertes à des non-diplomates (comme les États-Unis où 30 à 40 % des ambassadeurs ne sont pas des diplomates de carrière, mais plutôt des membres de l'entourage politique du président, ou bien comme dans beaucoup de petits pays qui n’ont pas les moyens d’avoir un service diplomatique très étoffé).

## En France
(avril 2022).
Pour intégrer la « Carrière », comme on a longtemps évoqué le métier de diplomate en France, il existe différents modes de recrutement des agents du ministère des affaires étrangères et européennes ouvrant, en théorie, aux mêmes types de carrière. En ce qui concerne les catégories A, ces accès sont :
- l’INSP, d’où sortent les conseillers des Affaires étrangères du cadre général
- le concours pour l’emploi de conseiller des affaires étrangères du cadre d'Orient
- le concours pour l’emploi de secrétaire des Affaires étrangères du cadre général
- le concours pour l’emploi de secrétaire des Affaires étrangères du cadre d’Orient
- les IRA pour les secrétaires des Affaires étrangères d’administration

Il existe au sein du ministère trois grandes « filières » informelles qui s’apparentent à une division sociale du travail entre « métiers » :
- la filière structurée autour des postes bilatéraux à laquelle on accède le plus souvent par le concours d’Orient et qui correspond fréquemment à une spécialisation sur une aire géographique du diplomate
- la filière structurée autour de la diplomatie multilatérale, et dont les agents sont plutôt issus du concours externe de l’ENA. Leur carrière se déroule au sein des Représentations permanentes importantes et ils acquièrent souvent une spécialisation technique dominante (questions stratégiques et d’armement, questions économiques et financières, etc.)
- la filière consulaire, enfin, commence souvent par un premier poste en catégorie B et même C, et se termine, le cas échéant, par un poste de consul général, voire parfois d’ambassadeur dans un petit pays.

En ce qui concerne l'affectation des diplomates, la règle usuelle est de faire trois ans en « centrale » (Paris ou Nantes), puis deux postes différents de trois ans consécutifs à l’étranger, avant de revenir en France.
En 2009, la France compte 156 ambassades, 17 représentations et 98 postes consulaires.